# Handboll vid olympiska sommarspelen 1996
Handbollsturneringen vid olympiska sommarspelen 1996 avgjordes i Atlanta.

## Medaljfördelning
| Gren                            | Guld | Silver | Brons |
| Damernas turnering Detaljer...  | Danmark Lene Rantala Dorthe Tanderup Camilla Andersen Tina Bøttzau Anette Hoffman Anja Hansen Marianne Florman Janne Kolling Conny Hamann Anja Jul Andersen Gitte Madsen Gitte Sunesen Heidi Astrup Tonje Kjærsgaard Susanne Lauritsen Kristine Andersen      | Sydkorea Moon Hyang-ja Huh Soon-young Kim Mi-sim Han Sun-hee Kwag Hye-jeong Lim O-kyeong Kim Rang Kim Jeong-mi Oh Sung-ok Hong Jeong-ho Park Jeong-lim Oh Yong-ran Kim Eun-mi Lee Sang-eun Cho Eun-hee Kim Cheong-shim                 | Ungern Anikó Meksz Eszter Mátéfi Auguszta Mátyás Beatrix Tóth Ildikó Pádár Erzsébet Kocsis Helga Németh Beáta Siti Éva Erdős Anikó Kántor Beáta Hoffman Anikó Nagy Beatrix Kökény Andrea Farkas Katalin Szilágyi Anna Szántó                                     |
| Herrarnas turnering Detaljer... | Kroatien Vladimir Jelčić Goran Perkovac Irfan Smajlagić Božidar Jović Alvaro Načinović Vladimir Šujster Bruno Gudelj Nenad Kljaić Iztok Puc Zoran Mikulić Patrik Ćavar Venio Losert Valner Franković Slavko Goluža Valter Matošević Zlatan "Zlatko" Saračević | Sverige Tomas Svensson Martin Frändesjö Mats Olsson Robert Hedin Magnus Wislander Thomas Sivertsson Ola Lindgren Per Carlén Erik Hajas Johan Petersson Stefan Lövgren Robert Andersson Staffan Olsson Magnus Andersson Andreas Larsson | Spanien Jaume Fort Mauri Demetrio Lozano Salvador Esquer Rafael Guijosa Fernando Hernández Raúl González Ignacio Urdangarín Jesús Olalla Mateo Garralda Talant Dujsjebajev Jesús Fernández Alberto Urdiales Jordi Nuñez Juan Pérez José Hombrados Aitor Etxaburu |

## Grupper

### Herrar
Herrarnas turnering innehöll tolv lag i två grupper.
| Grupp A: - Sverige - Kroatien - Ryssland - Schweiz - USA - Kuwait | Grupp B: - Frankrike - Spanien - Egypten - Tyskland - Algeriet - Brasilien |

### Damer
Damernas turnering innehöll åtta lag i två grupper.
| Grupp A: - Danmark - Ungern - Kina - USA | Grupp B: - Sydkorea - Norge - Tyskland - Angola |

Då alla lagen mött varandra gick de fyra bäst placerade vidare till kvartsfinalerna.

## Medaljtabell
| Pl. | Nation   | Guld | Silver | Brons | Totalt |
| --- | -------- | ---- | ------ | ----- | ------ |
| 1   | Danmark  | 1    | 0      | 0     | 1      |
| 1   | Kroatien | 1    | 0      | 0     | 1      |
| 3   | Sydkorea | 0    | 1      | 0     | 1      |
| 3   | Sverige  | 0    | 1      | 0     | 1      |
| 5   | Ungern   | 0    | 0      | 1     | 1      |
| 5   | Spanien  | 0    | 0      | 1     | 1      |